# Communauté de communes de la Vingeanne
La communauté de communes de la Vingeanne est une ancienne communauté de communes française, située dans le département de la Haute-Marne et la région Champagne-Ardenne.

## Historique
Elle fusionne avec la Communauté de communes de Prauthoy-en-Montsaugeonnais et la Communauté de communes des quatre vallées pour former la Communauté de communes d'Auberive Vingeanne et Montsaugeonnais avec date d'effet le 1er janvier 2011.

## Composition
Elle était composée des communes suivantes :
1. Aprey
2. Aujeurres
3. Baissey
4. Brennes
5. Cohons
6. Flagey
7. Heuilley-Cotton
8. Longeau-Percey
9. Orcevaux
10. Perrogney-les-Fontaines
11. Verseilles-le-Bas
12. Verseilles-le-Haut
13. Villegusien-le-Lac
14. Villiers-lès-Aprey